# Comodica crypsicroca
Comodica crypsicroca är en fjärilsart som beskrevs av Turner 1923. Comodica crypsicroca ingår i släktet Comodica och familjen äkta malar. Inga underarter finns listade i Catalogue of Life.